# Isaiah Firebrace
Isaiah Firebrace (ur. 21 listopada 1999 w Moamie) – australijski piosenkarz, zwycięzca ósmej edycji The X Factor Australia (2016), reprezentant Australii w 62. Konkursie Piosenki Eurowizji (2017).

## Życiorys

### Wczesne lata
Urodził się w licznej rodzinie, ma jedenaścioro rodzeństwa. Zaczął śpiewać jako trzyletnie dziecko. Uczył się na St Joseph’s College w Echuce oraz uczęszczał na zajęcia wokalne do Jaanz School of Singing w Melbourne.
Oprócz śpiewania interesuje się grą w piłkę nożną. Zanim zdecydował się na skupienie na karierze muzycznej, był graczem drużyny Moama Football Club.

### Kariera

#### 2016:The X Factor AustraliaiIsaiah
W 2015 wziął udział w przesłuchaniach do siódmej edycji programu The X Factor Australia. Dotarł do etapu tzw. „bootcampu”. W 2016 ponownie uczestniczył w przesłuchaniach do programu, tym razem do ósmego sezonu konkursu. W pierwszym etapie eliminacji wykonał utwór „Hello” z repertuaru Adele i przeszedł do kolejnej rundy, a potem do etapu odcinków na żywo, w których jego mentorem był Adam Lambert. Ostatecznie dotarł do finału, organizowanego 21 listopada, czyli w dniu jego 17. urodzin, i wygrał konkurs dzięki zdobyciu największej liczby głosów telewidzów. W finale zaprezentował m.in. swój autorski singiel „It’s Gotta Be You”, który zadebiutował na 26. miejscu krajowej listy przebojów i dotarł do pierwszego miejsca w australijskim serwisie iTunes, a także był notowany w notowaniach w Nowej Zelandii, Szwecji (15. miejsce), Danii (21. miejsce) i Holandii (60. miejsce). W marcu 2017 uzyskał status złotej płyty za sprzedaż w Australii.
9 grudnia 2016 wydał swój debiutancki album studyjny, zatytułowany po prostu Isaiah. Dotarł z nim do 12. miejsca australijskiej listy sprzedaży. Na płycie umieścił m.in. singiel „It’s Gotta Be You” oraz covery piosenek, które zaprezentował w programie The X Factor Australia, w tym m.in. „If I Ain’t Got You” Alicii Keys, „Happy” Pharrella Williamsa czy „FourFiveSeconds” Rihanny, Kanye’ego Westa i Paula McCartneya.

#### Od 2017: Konkurs Piosenki Eurowizji
6 marca 2017 został ogłoszony przez telewizję SBS reprezentantem Australii w 62. Konkursie Piosenki Eurowizji w Kijowie. Jego konkursową piosenką został utwór „Don’t Come Easy”. 9 maja wystąpił w pierwszym półfinale konkursu i z szóstego miejsca awansował do finału rozgrywanego 13 maja. Zajął w nim dziewiąte miejsce po uzyskaniu 173 punktów, w tym 2 punktów od telewidzów (25. miejsce) i 171 pkt od jurorów (4. miejsce).

## Inspiracje
Wśród swoich muzycznych inspiracji wymienia wykonawców, takich jak m.in. Mariah Carey, Jessica Mauboy, Michael Bublé i Bruno Mars.

## Dyskografia

### Albumy studyjne
- Isaiah (2016)